# Frank Tazelaar
Frank Tazelaar (Oostburg, 21 november 1968) is een Nederlandse schrijver, dichter, componist, muzikant, en artistiek directeur van literatuurfestival Wintertuin. 

## Levensloop
Na het Zwin College in Oostburg, studeerde Tazelaar aan de sociale en filosofische faculteit in Radboud Universiteit.
In 1986 exposeerde Tazelaar gekalligrafeerde gedichten in een galerie in Middelburg. Het jaar erop werkte hij mee aan de opzet van een kunstmanifestatie, en het jaar daarna publiceerde hij zijn eerste dichtbundel. In 1993 verscheen de cd Silly in Sealand, van de band Arnold&Franka, waarmee Tazelaar onder meer de Pythische Spelen en de Roos van Nijmegen won. In 2005 verscheen de cd Zingo, uitgegeven bij Vassallucci, met daarop poëzie van diverse dichters en composities van Tazelaar en Jeroen van de Putte.
Van 1994 tot 1996 was Tazelaar redacteur van Literair Tijdschrift Parmentier, in een redactie met Jos Joosten, Marc Beerens en Jan de Roder. Sinds 2000 is Tazelaar artistiek directeur van literatuurfestival Wintertuin. In 2004 was hij oprichter van Literair Productiehuis Wintertuin.
Tazelaar staat aan de wieg van de BA Creative Writing ArtEZ Hogeschool voor de Kunsten te Arnhem, waarvan hij sinds de oprichting in 2011 hoofd is. Sinds 2016 is hij medebestuurder en zakelijk directeur van productiehuis De Nieuwe Oost. Daarnaast is hij oprichter en artistiek leider van CELA (Connecting Emerging Literary Artists), het Europese talentontwikkelproject voor schrijvers en vertalers.

## Werken
Als artistiek directeur van het Wintertuinfestival stelde Tazelaar enige literaire werken samen. Zo stelde hij rond de 8e editie van het Wintertuinfestival in november 2002 in Arnhem en Nijmegen de dichtbundel Ooit : gedichten samen. Voor de Wintertuin uitgeverij stelde hij in 2009 het boekje Nu u! samen, dat was geïllustreerd met werk van Willem Sjoerd van Vliet. Naar Tazelaars idee publiceerde het Literair Produktiehuis Wintertuin in 2012 het werk De uitvreters. van Sebastiaan Andeweg.
In 2008 werkte hij met Monique Warnier aan de publicatie van Rijke uren : een hedendaags getijdenboek door dichters en beeldend kunstenaars, een publicaties over een tentoonstelling van hedendaagse dichters en beeldend kunstenaars in Museum Het Valkhof te Nijmegen, die in de voetsporen waren getreden van de Gebroeders Van Lymborch.

## Publicaties
- Frank Tazelaar e.a. (red.) Ooit : gedichten,  Nijmegen : Machine. 2002.
- Frank Tazelaar (red.) en Willem Sjoerd van Vliet (ill.), Nu u!. Nijmegen : Wintertuin, 2009.